# Трихологія
Трихологія (від дав.-гр. θρίξ, родовий відмінок  τριχός — волосся;  λόγος — вчення) — наука про волосся і волосисту частину шкіри голови. Вона вивчає морфологію і фізіологію волосся, розробляє теоретичні та практичні методики лікування волосся і шкіри голови.
На Заході трихологія як окремий науковий напрям сформувалася в середині XX століття. З тих пір стався якісний ривок у розвитку — від дрібних розрізнених шкіл і окремих лікарів до великих об'єднань, центрів та інститутів вивчення волосся. Сьогодні фахівці в області трихології об'єднані в Міжнародну асоціацію трихології, в європейську спільноту дослідження волосся, а також в національні асоціації і організації.